# Condado de Dimmit
El Condado de Dimmit (Dimmit County, en inglés) es uno de los 254 condados del estado estadounidense de Texas. La sede del condado es Carrizo Springs, así como su mayor ciudad. El condado posee un área de 3.456 km² (los cuales 9 km² están cubiertos por agua), su población es de 10.248 habitantes y la densidad de población de 3 hab/km² (según censo nacional de 2000). Este condado fue fundado en 1858.